# Aru otoko
Aru otoko (ある男? lett. "Un uomo") è un film del 2022 diretto da Kei Ishikawa e sceneggiato da Kōsuke Mukai a partire dall'omonimo romanzo del 2017 di Keiichirō Hirano. È interpretato da Satoshi Tsumabuki, Sakura Andō e Masataka Kubota.

## Trama
Reduce da un brutto divorzio, Rie, commessa con un figlio a carico, ritrova la felicità grazie a un ombroso giovane appena giunto in città, Daisuke Taniguchi. I due si sposano e hanno un altro bambino. Daisuke lega molto col primogenito e riesce a trovare lavoro come taglialegna finché un giorno non perde la vita in un incidente sul lavoro. Alla sua veglia funebre, che fa accorrere i familiari con cui quest'ultimo aveva perso i contatti da lungo tempo, Rie scopre scioccata che l'uomo che ha sposato non era Daisuke Taniguchi, sebbene ne portasse il nome. Rie si risolve a chiedere l'aiuto dell'avvocato Akira Kido perché la aiuti a scoprire la verità sull'uomo che amava. Per Kido, la cui identità è già una questione irrisolta a causa delle conseguenze sociali delle sue origini coreane, tuffarsi in un'indagine su di un passato doloroso e un giro occulto di scambi di identità aprirà interrogativi ancora più grandi sulla vera natura della stessa.

## Produzione
È stata la Shochiku a commissionare a Kei Ishikawa un adattamento cinematografico del romanzo di Keiichirō Hirano Aru otoku, vincitore del premio Yomiuri nel 2018: Kōsuke Mukai ne ha scritto la sceneggiatura. Il regista ha accettato perché sentiva vicine le tematiche dell'opera, essendo come Hirano entrato nell'età adulta durante il cosiddetto decennio perduto: «eravamo circondati da adulti che avevano conosciuto gli anni del miracolo economico e che si comportavano come se ci fossimo ancora dentro, mentre noi sapevamo che non c'era più niente da fare... La risposta della mia generazione è stata di guardarsi dentro e chiederci come potevamo vivere in un modo che fosse più consono a noi stessi e più in sintonia con quel che volevamo veramente. Ma poi siamo entrati nel mondo del lavoro in un momento di recessione economica, meno posti di lavoro e un aumento del tasso di suicidi... non il tempo né le condizioni adatte alla scoperta di se stessi. Senza più margini di manovra, ci si inizia a chiedere: che senso ha la scoperta di se stessi, in primo luogo?».
Il film comincia e finisce con un'inquadratura del dipinto di Magritte La riproduzione vietata, a sottolineare il tema dell'identità molteplice.

## Distribuzione
Il film è stato presentato in anteprima nella sezione "Orizzonti" della 79ª Mostra internazionale d'arte cinematografica di Venezia il 1º settembre 2022. È stato distribuito nelle sale cinematografiche giapponesi da Shochiku a partire dal 18 novembre 2022.